# 미국 대 조지아 소송
'미국 대 조지아'에서, 미국 대법원은 다음과 같이 결정했는데 그것은 미국 장애인법의 보호는 주 교도소에 갖힌 사람에게 미친다는 것이고 장애를 이유로 하는 교도관에 의한 차별로부터 교도소 수용자를 보호한다는 것이다.
특히, 1990년 미국 장애인법 제2편, 미국 법전 42편 12131–12165절은 수정헌법 14조, 5절에 의한 의회 권한의 적절한 사용이었다고 법원은 유지했는데, 그것을 교도소 직원들에게 적용 가능하게 만들면서 말이다.